# Honeywell

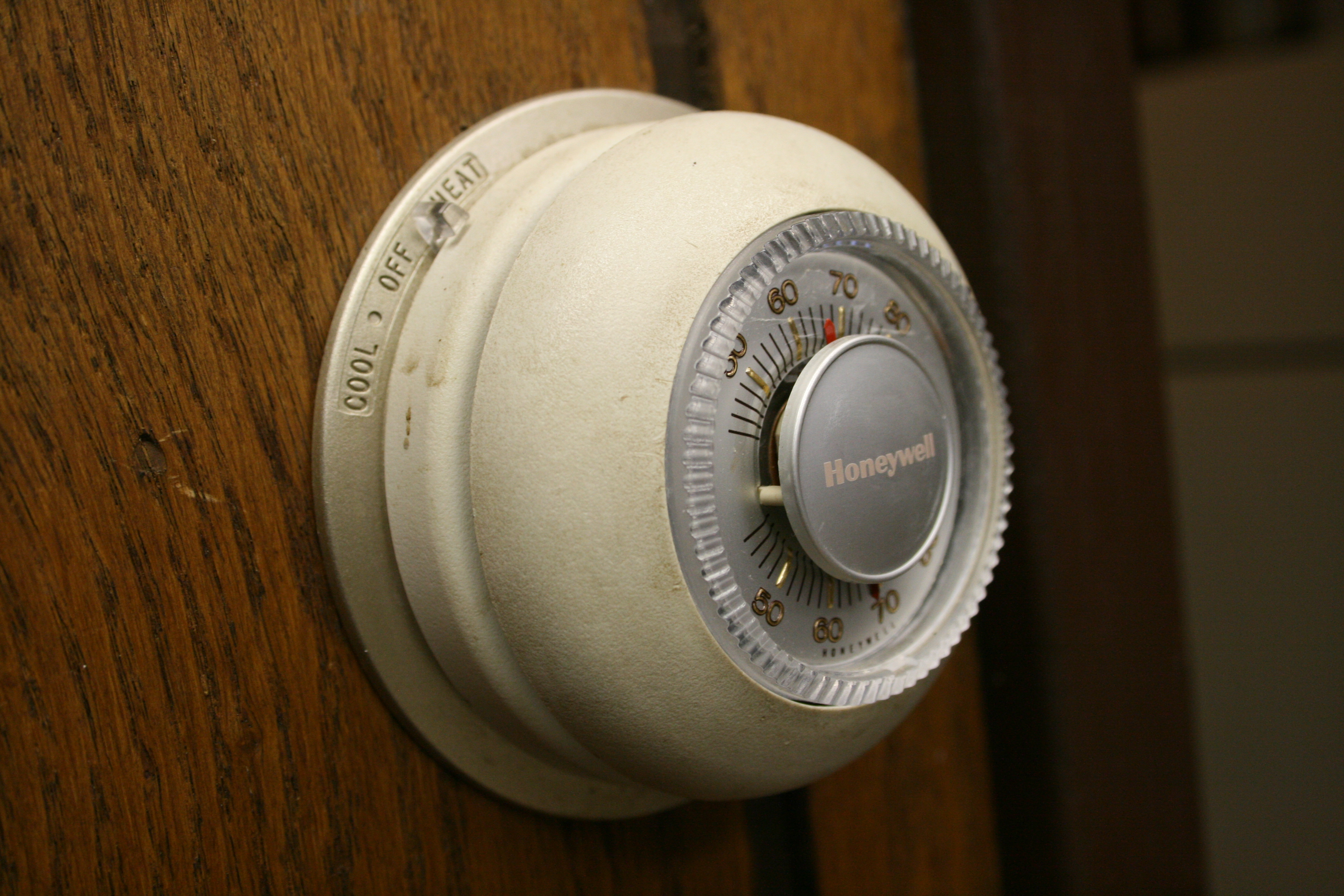
Termòstat iònic Honeywell "The Round" model T87. A el Smithsonian.

Honeywell (NYSE HON) (formalment Honeywell International Inc.) és una companyia nord-americana amb seu a Morristown, Nova Jersey. Té uns 128.000 treballadors a tot el món, dels quals uns 58.000 als Estats Units.